# Fakulteta za medije v Ljubljani
Fakulteta za medije je zasebna fakulteta, ki je bila ustanovljena 15. februarja 2008. Poslovni del (referat, dekanat) se na Leskovškovi cesti 9d v Ljubljani, študijski proces pa se odvija na Leskoškovi cesti 12.
Fakulteta ponuja troletni bolonjski študij 1. stopnje (diplomat medijske produkcije) in dvoletni bolonjski študij 2. stopnje (magister medijske produkcije). 

## Sodelavci
Rajko Bizjak, Jože Kocjančič, Andrej Kovačič, Marko Novak, Mirna Macur, Matej Makarovič, Bernard Nežmah, Aleš Pavlin, Janja Polajner, Tadej Praprotnik, Marko Peršin, Mitja Reichenberg, Mateja Rek, Mateja Režek, Blaž Rodič, Borut Rončević, Tomaž Stubelj, Matjaž Škabar, Borko Tepina, Matevž Tomšič, Darja Zgonc, Miha Zakrajšek, Srečo Zakrajšek, Igor Bahovec, Dejan Jelovac, Janez Balkovec.